# Kurupi
Pour les articles homonymes, voir Kurupi (homonymie).

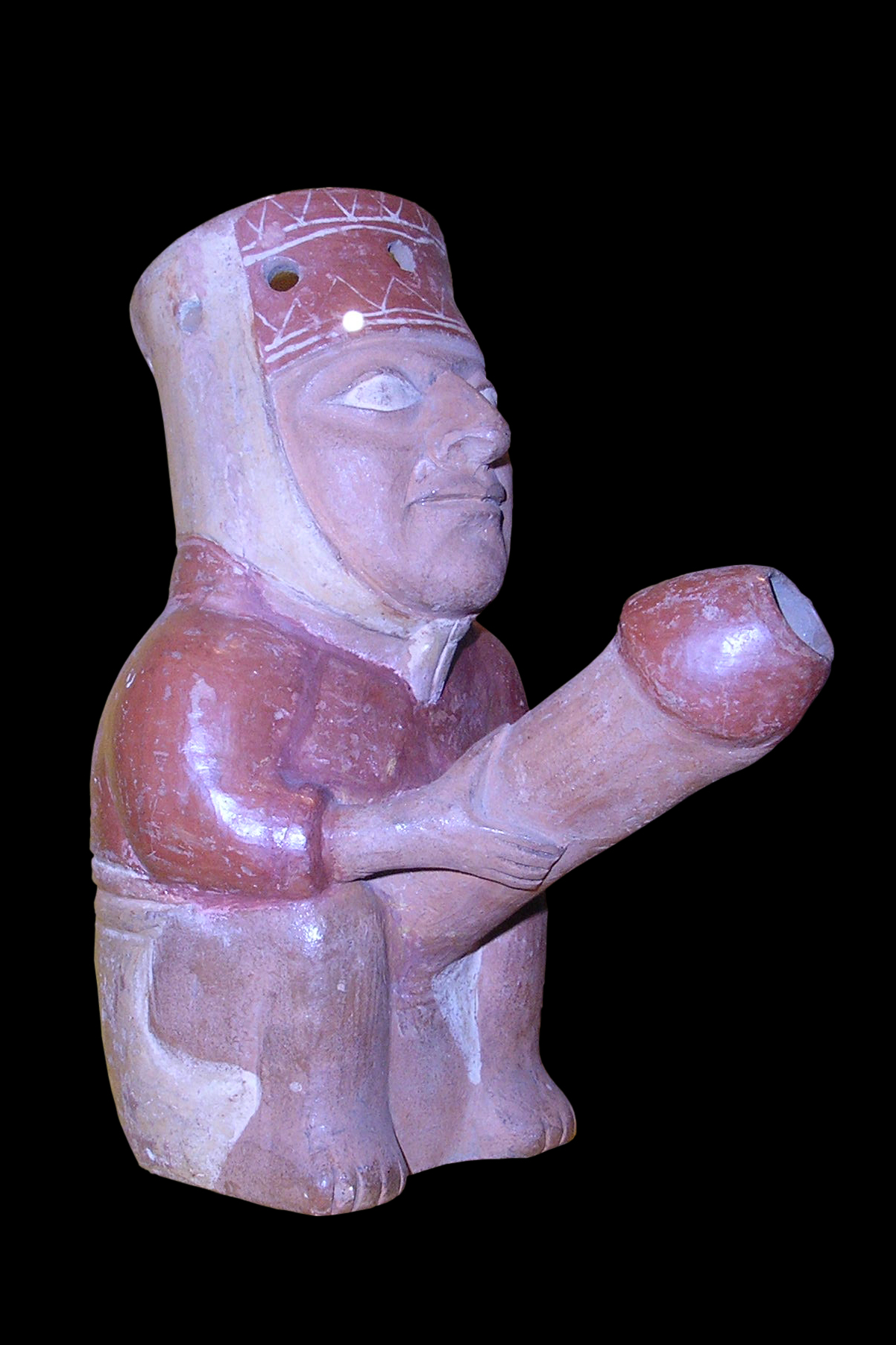
Kurupi

Kurupi est l'une des plus importantes figures de la mythologie Guaraní. Les Guaraní sont un groupe de populations amérindiennes des régions amazoniennes du Brésil et du Paraguay. Kurupi est l'un des sept enfants monstrueux de  Tau et Kerana, et en tant que tel, l'un des principaux personnages légendaires des cultures de langue guarani. Il est également l'une des rares figures légendaires encore prééminente dans les cultures actuelles de cette région.
L'apparence de Kurupi est fréquemment rapprochée de celle de Pombero, un autre personnage important de la mythologie Guarani. Comme lui, Kurupi serait court, laid, et velu. Il aurait pris pour domaine les forêts sauvages de la région, et à ce titre, est considéré comme le seigneur des forêts et le protecteur des animaux sauvages. La caractéristique la plus distinctive de Kurupi serait son énorme pénis, qu'il noue à plusieurs reprises autour de sa taille, comme une ceinture. À ce titre, il fut pendant un temps vénéré par les guarani en tant qu'esprit de la fécondité.
Comme Pombero, Kurupi était souvent blâmé pour les grossesses imprévues ou non désirées. Son pénis serait préhensile, et capable de s'étendre en passant sous les portes, les fenêtres et autres ouvertures d'une maison, et ainsi féconder les femmes endormies. Pombero et Kurupi servaient souvent de bouc émissaire aux femmes adultères afin d'éviter la colère de leurs maris, ou par les femmes seules pour expliquer leur grossesse. Les enfants de telles unions étaient réputés s'avérer faibles, laids et velus comme Kurapi, et les membres sexuels des enfants mâles capables d'hériter d'une partie des caractéristiques de l'attribut viril de leur père légendaire. Dans certains cas, Kurupi était accusé des disparitions de jeunes femmes, qu'il aurait enlevées pour assouvir ses instincts lubriques dans son royaume forestier.
Contrairement à Pombero dont la légende reste plus vivace, le personnage de Kurupi s'estompe quelque peu dans l'imaginaire collectif guarani, et il est aujourd'hui plus souvent utilisé comme personnage de vieux contes populaires. Il n'est plus que rarement accusé d'être responsable de grossesses imprévues, mais il est encore parfois utilisé comme croque-mitaine, dans le but d'effrayer les jeunes filles et les pousser à être chastes.

## Kurupi dans la culture populaire
Kurupi apparaît dans le film franco-argentin Dying God, réalisé par Fabrice Lambot en 2008.